# Museu da Eletricidade do Rio Grande do Sul
O Museu da Eletricidade do Rio Grande do Sul (MERGS) é um museu brasileiro, localizado na cidade de Porto Alegre. Ocupa o segundo andar do Espaço Força e Luz, instalado em um prédio construído entre os anos de 1926 e 1928 pelo engenheiro Adolfo Stern, na Rua dos Andradas (conhecida como Rua da Praia), centro de Porto Alegre. O prédio tem estilo eclético, mas com influência francesa do início do século XX, tendo sido tombado em 1994 pelo Instituto do Patrimônio Histórico e Artístico do Estado do Rio Grande do Sul.
Foi fundado em 1º de fevereiro de 1977, sendo o pioneiro no setor elétrico brasileiro, servindo de modelo para que várias outras concessionárias brasileiras criassem os seus museus. Em 2017, o MERGS completou seus 40 anos de existência, preservando e divulgando seu acervo, através de diversas ações educativas.
Seu acervo é constituído por mais de 2 mil objetos de vários municípios gaúchos. Nele, encontram-se peças e curiosidades a respeito dos primórdios da iluminação no Rio Grande do Sul, bem como máquinas e equipamentos, utensílios domésticos, numismática, documentos, bibliografias e filmes, materiais a disposição para consulta pelos visitantes.
O Museu da Eletricidade oferece visitas guiadas gratuitas para todo o público, atendendo através de mediações para as escolas e públicos que tenham interesse.